# Alex Baumann (bober)
Alex Baumann (n. 9 martie 1985, St. Gallen, Cantonul St. Gallen, Elveția) este un bober ce a reprezentat Elveția, medaliat olimpic. A participat la o ediție a Jocurilor Olimpice (2014) în care a câștigat o medalie de argint.

## Participări
Lista de mai jos prezintă principalele competiții la care a participat Alex Baumann de-a lungul carierei.
- bobsleigh at the 2014 Winter Olympics – two-man[*]